# قزم (أعزاز)
قزم أو قصه جك كما تعرف محليّاً، قرية سوريّة تتبع إداريّاً لمحافظة حلب منطقة أعزاز ناحية أخترين، بلغ تعداد سكانها 327 نسمة حسب التعداد السكاني لعام 2004.